# 上薩馬拉
48°38′40″N 36°37′32″E / 48.64444°N 36.62556°E
上薩馬拉（烏克蘭語：Верхня Самара）是位於烏克蘭東部的村莊，由哈爾科夫州洛佐瓦區的布利茲紐基市鎮負責管轄。該村處於薩馬拉河左岸，始建於1800年，面積1.03平方公里，海拔高度92米，2001年人口680。